# Комитет за единство и напредък
Комитетът за единство и прогрес или Комитет за единение и напредък (на турски: İttihat ve Terakki Cemiyeti) е политическа партия в Османската империя, съществувала от 1889 до 1918 година.

## История
Партията е основана като тайна организация с името Османско единство (на турски: İttihad-ı Osmanî Cemiyeti) в май 1889 година в Цариград от Ибрахим Темо, Абдулах Джевдет, Исак Шюкути, Мехмед Решид и Али Хюсеинзаде. Седалището първоначално е в Солун, а след това в Цариград. Девиз на партията е „Свобода, равенство, справедливост“.
В резултат на Младотурската революция властта в Османската империя преминава в ръцете на Комитета за единство и прогрес.